# Йеремия Платамонски
Йеремия (на гръцки: Ιερεμίας, Йеремияс) е гръцки духовник, епископ на Цариградската патриаршия.

## Биография
Роден е в Цариград. Около 1850 година е ръкоположен за титулярен мириненски епископ. На 1 март 1852 година Йеремия става платамонски епископ. В 1859 година става за кратко поленински епископ, но още в същата година е принуден да напусне центъра на епархията Дойран поради нестабилната ситуация, която се създава за около две години от 1859 до 1860 година. След това Йеремия се завръща в Платамонската епархия, където остава епископ от 1859 до 1870 година. От август 1870 година до март 1876 година е камбанийски епископ в Кулакия. Поради финансови проблеми в 1874 година в епархията му като екзарх пристига епископ Атанасий Петренски. На 6 март 1876 година Йеремия е принуден да подаде оставка поради неспособността на епископията да плаща финансовите си задължения.
Оттегля се на Света гора, където приема голяма схима под името Йеротей. Умира в 1888 година.